# دينيس رايس
دينيس رايس (بالإنجليزية: Denis Rice)‏ هو مجدف أيرلندي، ولد في 8 فبراير 1958.

## وصلات خارجية
- دينيس رايس على موقع الاتحاد الدولي للتجديف (الإنجليزية)
- دينيس رايس على موقع اللجنة الأولمبية الدولية (الإنجليزية)
- دينيس رايس على موقع أوليمبيديا (الإنجليزية)